# Starsailor

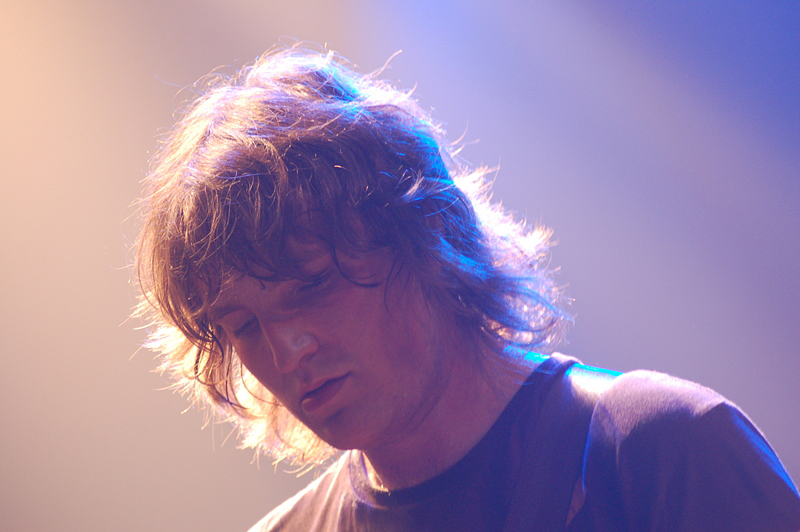

Starsailor (в переводе с англ. — «Звёздный странник») — британская рок-группа, основанная в Уигане, городе в графстве Большой Манчестер. На сегодняшний день (2017) группа выпустила пять студийных альбомов.

## История
Двенадцать из тринадцати синглов попали в официальный хит-парад синглов Великобритании, также группа продала около 3 млн копий своих записей. В ноябре 2009 года группа объявила о бессрочном отпуске, одновременно с началом сольной карьеры вокалиста Джеймса Уолша. В 2010 году Джеймс выпустил EP «Live at the Top of the World», а в 2012 году — сольный альбом «Lullaby».
В мае 2014-го, Джеймс Уолш объявил о возвращении группы и намечающемся гастрольном туре.

## Участники

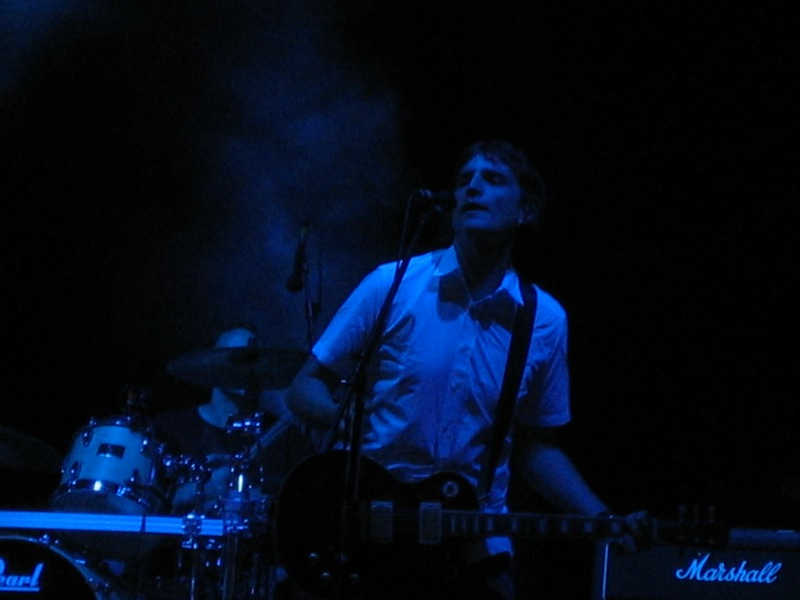
Starsailor

- Джеймс Уолш (англ. James Walsh) — вокал, гитара
- Барри Уэстхед (англ. Barry Westhead) — клавишные
- Джеймс Стелфокс (англ. James Stelfox) — бас-гитара
- Бен Бирн (англ. Ben Byrne) — ударные

## Дискография
- Love Is Here (2001)
- Silence Is Easy (2003)
- On the Outside (2005)
- All the Plans (2009)
- All This Life (2017)